# Tuchořice
Tuchořice (en allemand : Tuchorschitz) est une commune du district de Louny, dans la région d'Ústí nad Labem, en Tchéquie. Sa population s'élevait à 685 habitants en 2021.

## Géographie
Tuchořice est située à 13 km au sud-ouest de Louny, à 51 km au sud-ouest d'Ústí nad Labem et à 60 km au nord-ouest de Prague.
La commune est limitée par Lipno au nord et au nord-est, par Hřivice et Pnětluky à l'est, par Kounov et Deštnice au sud, et par Liběšice à l'ouest.

## Histoire
La première mention du village remonte à 1239.

## Administration
La commune se compose de trois quartiers :
- Nečemice
- Třeskonice
- Tuchořice

## Patrimoine
Patrimoine religieux

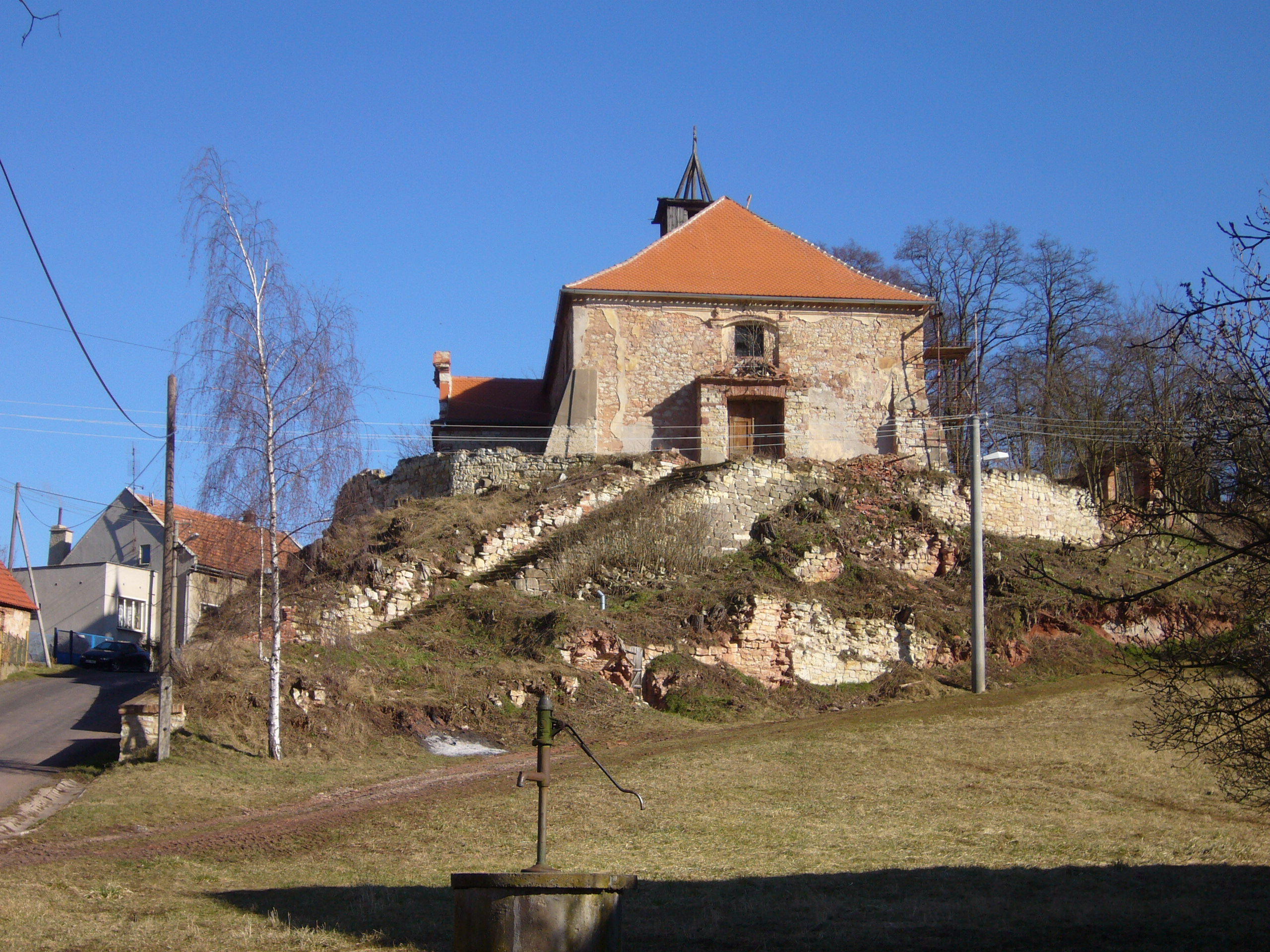
Église Saint-Barthélemy à Nečemice.
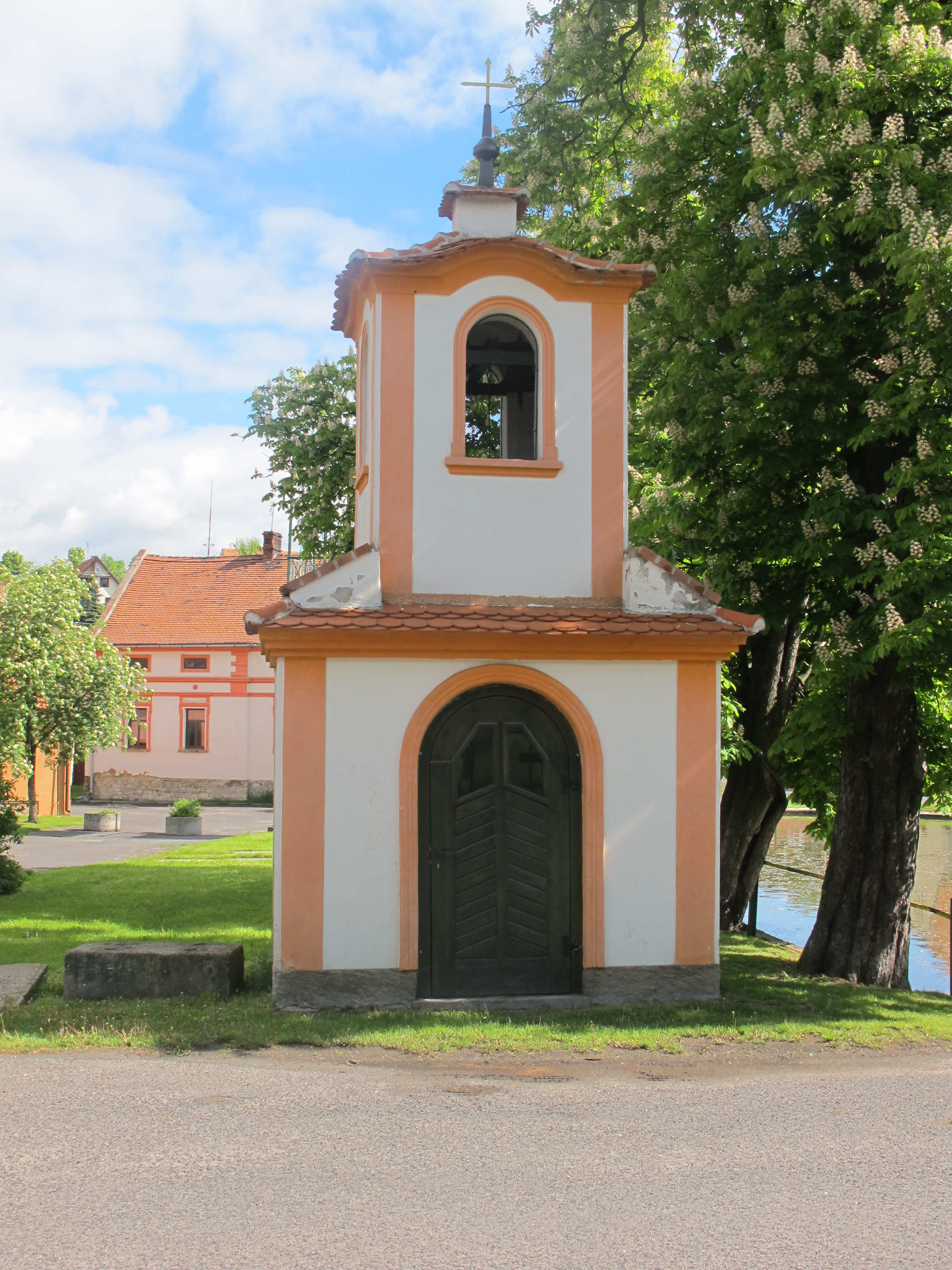
Chapelle à Tuchořice.
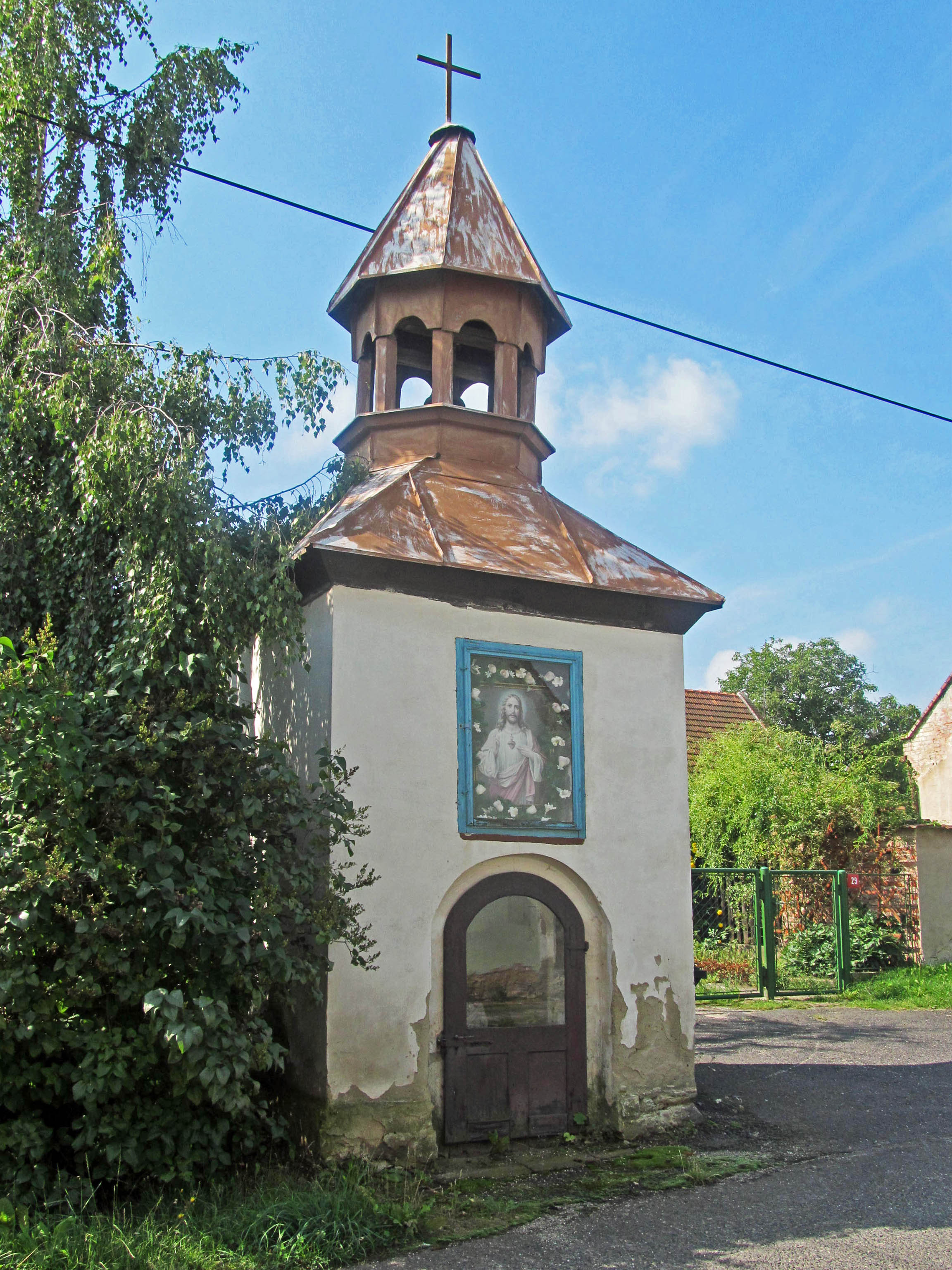
Chapelle à Třeskonice.

## Transports
Par la route, Tuchořice se trouve à 9 km de Louny, à 67 km d'Ústí nad Labem et à 74 km de Prague.